# 小行星2078
小行星2078（2078 Nanking），又称为南京星，是由紫金山天文台在1975年1月12日发现的火星轨道穿越小行星。
該小行星以紫金山天文台的所在地江苏省省会南京市命名。